# جین گاردام
جین مری گاردام (۱۱ ژوئیه ۱۹۲۸–۲۸ آوریل ۲۰۲۵) نویسنده و رمان‌نویس بریتانیایی و خالق آثاری مانند «اولد فیلث» و «سرزمین توخالی» و برنده جایزه متعدد ادبی.

## معرفی
جین مری گاردام، رمان‌نویس و نویسنده بریتانیایی در ۱۱ ژوئیه ۱۹۲۸ در کوتام، یورکشایر شمالی به دنیا آمد. نام اصلی وی جین ماری پیرسون است. گاردام تحصیلات خود را در انگلستان گذراند.
وی ابتدا به عنوان ویراستار مجله بانوان ولدون و سپس سردبیر هفته‌نامه تایم اند تاید در مطبوعات لندن فعالیت داشته است.
گاردام در ۱۹۷۵ اولین کتاب خود را برای بزرگسالان با عنوان چهره‌های سیاه، چهره‌های سفید، مجموعه‌ای از داستان‌های کوتاه دربارهٔ جامائیکا، را به چاپ رساند که برنده جایزه دیویدهایم برای داستان و جایزه یادبود وینفرد هولتبی شد.
جین گاردام در ۲۸ آوریل ۲۰۲۵ در سن ۹۶ سالگی درگذشت.

## آثار
بعضی از آثار وی به شرح زیر است:
- چند روز خوب، همیش همیلتون، ۱۹۷۱
- راهی طولانی از ورونا، همیش همیلتون، ۱۹۷۱
- تابستان پس از تشییع جنازه، همیش همیلتون، ۱۹۷۳
- چهره‌های سیاه، چهره‌های سفید، همیش همیلتون، ۱۹۷۵
- بیلج واتر، همیش همیلتون، ۱۹۷۷
- خدا بر فراز صخره‌ها، همیش همیلتون، ۱۹۷۸
- نامه‌های سیدموث، همیش همیلتون، ۱۹۷۸
- بریجت و ویلیام، جولیا مک‌ری، ۱۹۸۱
- سرزمین توخالی، جولیا مک‌ری، ۱۹۸۱
- اسب، جولیا مک‌ری، ۱۹۸۲
- رنج‌های عشق و داستان‌های دیگر، جولیا مک‌ری، ۱۹۸۳
- کیت جولیا مک‌ری، ۱۹۸۴
- دختر کروزو، همیش همیلتون، ۱۹۸۵
- کیت چکمه‌پوش، جولیا مک‌ری، ۱۹۸۵
- قو، جولیا مک‌ری، ۱۹۸۶
- از میان درِ خانه عروسکی جولیا مک‌ری، ۱۹۸۷
- نشان دادن پرچم همیش همیلتون، ۱۹۸۹
- ملکه تنبور سینکلر-استیونسون، ۱۹۹۱
- رفتن به خانه تاریک سینکلر استیونسون، ۱۹۹۴
- ساحل آهنین سینکلر-استیونسون، ۱۹۹۴
- فیث فاکس سینکلر-استیونسون، ۱۹۹۶
- کتاب‌های تافتی بیر واکر، ۱۹۹۶
- گم شدن نیمه‌شب: تسخیرشدگی‌ها و چیزهای عجیب و غریب سینکلر-استیونسون، ۱۹۹۷
- مرد سبز ویندراش پرس، ۱۹۹۸
- اینک مانکی چاتو و ویندوس، ۱۹۹۹
- پرواز دوشیزگان چاتو و ویندوس، ۲۰۰۰
- اولد فیلث چاتو و ویندوس، ۲۰۰۴
- مردم در پریویلج هیل چاتو و ویندوس، ۲۰۰۷
- مردی با کلاه چوبی چاتو و ویندوس، ۲۰۰۹[۷]

## جوایز
- ۱۹۷۵ جایزه دیوید هایهام برای داستان «چهره‌های سیاه، چهره‌های سفید»
- ۱۹۷۵ جایزه یادبود وینفرد هولتبی برای داستان «چهره‌های سیاه، چهره‌های سفید»
- ۱۹۷۸ جایزه بوکر برای داستان (لیست کوتاه) «خدا روی صخره‌ها»
- ۱۹۸۳ جایزه کتاب کودکان ویتبرد «سرزمین توخالی»
- ۱۹۸۴ جایزه کاترین منسفیلد «رنج‌های عشق»
- ۱۹۸۹ جایزه بودلر (فرانسه) «خدا روی صخره‌ها»
- ۱۹۹۱ جایزه رمان ویتبرد «ملکه تنبور»
- ۱۹۹۵ جایزه قلم نقره‌ای پن/مک‌میلان «رفتن به خانه‌ای تاریک»
- ۱۹۹۹ جایزه ادبی هیوود هیل
- ۲۰۰۵ جایزه اورنج برای داستان «کثافت قدیمی»
- ۲۰۰۸ جایزه ملی داستان کوتاه (لیست کوتاه - «مردم روی تپه پریویلج»)
- ۲۰۰۹ جایزه کتاب لس‌آنجلس تایمز (داستان) «مردی با کلاه چوبی»[۸]